# Municipalité (Liban)
Pour les articles homonymes, voir Municipalité.
Au Liban, les municipalités constituent des divisions administratives de troisième niveau, situées sous les districts.

## Liste par district

### District du Akkar
- Abboudieh
- Aidamoun - Chikhalar
- Akkar el Atika
- Ayat
- Bayno - Kaboula
- Bazbina
- Bebnine
- Beit Mallat
- Berkayel
- Bireh
- Bkerezla
- Bourj el Arab
- Bourj
- Bzal
- Chadra
- Charbila
- Cheikh Mohammad
- Cheikh Taba
- Deir Jennine
- Endkit
- Fnaydek
- Hakour
- Halba
- Hayssat
- Hmayra
- Jdeidet el Joumeh
- Jdeidet el Kaiteh
- Jebrayel
- Karem Asfour - Beit Ghattas
- Kobayat
- Kobbat el Chamrat
- Koucha
- Machta Hassan
- Majdla
- Mashha
- Mazraat Baldeh
- Mechmech
- Memneh
- Miniara
- Nfaiseh
- Rahbeh
- Saysouk
- Sfainet el Dreib
- Tal Maayan
- Tel Abbas el Gharby
- Telbireh
- Zawarib
- Zouk el Hosnyeh

### District d'Aley
- Abey (Liban) - Ain Drafil
- Aghmid
- Ain Aanoub
- Ain Dara
- Ain El Remmaneh
- Ain el Saydeh
- Ain Jedideh
- Ain Ksour
- Ainab
- Aley
- Aramoun el Ghareb
- Baawerta
- Badghan
- Bassatine
- Bayssour
- Bchamoun
- Bdadoun
- Bennay
- Bhamdoun el Balda
- Bhamdoun el Mhatta
- Bkhechtey
- Bleibel
- Bmakkine
- Bmahray
- Bsouss
- Btalloun
- Btater
- Chanay
- Charoun
- Chartoun
- Chemlane
- Choueifat
- Deir Koubel
- Dfoun
- Eitat
- Bdadoun
- Kahale
- Keyfoun
- Kfaraamey
- Kfarmatta
- Majdelbaana
- Mansourieh - Ain el Marej
- Mecherfeh
- Mejdlaya
- Qmatiye
- Ramlieh
- Rechmaya
- Rejmeh
- Remhala
- Rouaysset el Neeman
- Saoufar
- Souk el Gharb
- Taazanieh

### District de Baabda
- Abadiyeh
- Araya
- Arbanieh - Dlaybeh
- Arsoun
- Baabda
- Baalechmey
- Betchay - Al Mardacha
- Bmaryam
- Burj El Barajneh
- Bsaba
- Btekhnay
- Bzebdine
- Chbeniyeh
- Chiyah
- Chouit
- Deir el Haref
- Falougha
- Furn el Chebbak - Ain El Remmaneh - Tehwitat el Nahr
- Ghobeiry
- Hadeth
- Hammana
- Haret el Sett
- Haret Hreik
- Hasbaïa
- Hazmieh
- Jouar al Hoz
- Jouret Arsoun
- Kalaa
- Kfarchima
- Kfar Silwan
- Khraybe
- Knayseh
- Kobeih
- Kortada
- Krayeh
- Ksaybeh
- Mreijeh - Tehwitat el Ghadir - Al Laylakeh
- Qornayel
- Ras el Haref
- Ras el Metn
- Rouayset el Ballout
- Salima
- Tarchich
- Wadi Chahrour al Olya
- Wadi Chahrour al Soufla

### District de Baalbek
- Ain
- Ainata
- Al Khodr
- Al Nabi Sheet
- Baalbek
- Barka
- Béchouate
- Bednayel
- Brital
- Btadhi
- Buday
- Chaat
- Chmestar - Gharbi Baalbeck
- Deir el Ahmar
- Douris
- Fiké - Jdeydeh
- Fleweh
- Hadath Baalbeck
- Hazin
- Hlebta
- Hosh Barada
- Hosh el Rafika
- Hosh Snid
- Hosh Tal Safiya
- Hrebta
- Iaat
- Jabbouleh
- Janta
- Karha
- Khraibeh
- Ksarnaba
- Labweh
- Majdloun
- Makneh
- Nabi Othman
- Qaa
- Ram - Jbenniyeh
- Ras Baalbeck
- Saayde
- Seriine el Fawka
- Seriine el Tahta
- Shleefa
- Talya
- Taraya
- Tayba
- Temnin el Fawka
- Temnin el Tahta
- Wadi Faara
- Yammouné
- Younine (en)

### District de Batroun
- Ajdabra
- Assia
- Batroun
- Bcheeleh
- Bkesmaya
- Chibtine
- Chekka
- Douma
- Eddeh
- Hamat
- Hardine - Beit Kassab
- Hery
- Ibrine
- Kfar Abida
- Kfarhalda
- Kfour el Arabi
- Kobba
- Ras Nahhache
- Selaata
- Tannourine
- Zan

### District de Bcharré
- Abdine
- Barhelyoun
- Bazooun
- Bcharré
- Bkaakafra
- Bkerkacha
- Hadath el Jobbeh
- Hadshit
- Hasroun
- Kanat
- Tourza

### Beyrouth
- Beyrouth

### District de Bint-Jbeil
- Ain Ebel
- Aitaroun
- Aynata
- Aïta ach-Chab
- Ayta el Jabal
- Baraachit
- Beit Lif
- Beit Yahoun
- Bint-Jbeil
- Borj Kalaway
- Chaqra
- Debel
- Deir Ntar
- Froun
- Ghandouriyeh
- Hanine
- Hariss
- Hdatha
- Jmeijme
- Kafra
- Kalaway
- Kawzah
- Kfardounine
- Khirbet Selm
- Kounine
- Maroun al-Ras
- Rchaf
- Rmeich
- Serbine
- Sultanieh
- Tibnine ou Tebnine
- Tiri
- Yaroun
- Yater

### District du Chouf
- Ain Kani
- Ain Wzein
- Ain Zhalta
- Ainbal
- Amatour
- Ammik
- Anout
- Atrine
- Baakline
- Baasir
- Baatharan
- Barja
- Barouk (village) - Freydiss
- Bater
- Batloun
- Bchetfine
- Beiteddine
- Berjein & Mreyjat
- Bireh
- Botme
- Bsaba El Chouf
- Chehim
- Daher el Mghara
- Dalhoun
- Damour (Liban)
- Daraya (Liban)
- Dibbiyeh
- Deir Dourit
- Deir el Kamar
- Deir Kouche
- Dmit
- Fouara
- Gharife
- Haret Jandal
- Hasrout
- Jadra
- Jahlieh
- Jbeih
- Jdeidet el Chouf
- Jiyeh
- Joun
- Kahlounie
- Ketermaya
- Kfarfakoud
- Kfarhim
- Kfarkatra
- Kfarnabrakh
- Kfarniss
- Khraibeh
- Knayse
- Maasser Beiteddine
- Maasser el Chouf
- Majdel Meouch
- Mazboud
- Mazraat el Chouf
- Mazraat el Daher
- Mechref
- Mghayrie
- Moukhtara
- Mristeh
- Naameh
- Niha (ville)
- Rmayle
- Sebline
- Serjbeil
- Symkanieh

- Wadi Sit

- Warhanieh
- Werdanieh
- Zaarourieh

### District de Hasbaya
- Ain Kanya
- Chebaa
- Chwayya
- Fardiss
- Hasbaïa
- Hbariyeh
- Kawkaba
- Kfarchouba
- Kfarhamam
- Kfeir
- Khalwat
- Mari
- Marj el Zhour
- Mimass
- Rachaya el Fokhar

### District de Hermel
- District de Hermel
- Chawaghir el Fawka Wal Tahta
- Hermel
- Jouar el Hachich
- Kasser - Fisane
- Kouakh

### District de Jbeil
- Grotte d'Afqa
- Ain el Ghouayba
- Akoura
- Almat - Souaneh
- Amchit
- Annaya - Kfarbaal
- Bechtlida - Fidar
- Bejjeh
- Berbara
- Blatt
- Eddeh
- Ehmej
- Fatre
- Fidar
- Halate
- Hjoula
- Hosrayel
- Hsoun
- Jaj
- Byblos
- Qartaba
- Laklouk
- Lassa
- Lehfed
- Mayfouk - Kattara
- Mazraat el Siyad
- Mechmech
- Mejdel
- Mghayreh
- Mounsef
- Fleuve d'Abraham
- Ras Osta
- Tartej
- Yanouh

### District de Jezzine
- Aaray
- Aitouleh
- Aramta
- Aychieh
- Azour
- Benweteh
- Bkassine
- Bteddine El Loqch
- Haytoura
- Homsiyeh
- Jarmak
- Jernaya
- Jezzine - Ain Majdaleyn
- Kaitouly
- Karkha
- Kattine - Hidab
- Kfarfalous
- Kfarhouna
- Kfarjarrah
- Lebaa
- Louaizeh
- Machmouche
- Maknounieh
- Midane
- Mjeydel
- Mlikh
- Rihane
- Rimat - Chkadif
- Roum
- Sabbah
- Saydoun
- Sfaray
- Snaya
- Sojod
- Wadi Jezzine
- Zhalta

### District de Kesrouan
- Achkout
- Ain er Rihaneh
- Antoura
- Ajaltoun
- Akaybeh
- Aramoun
- Azra & Ozor
- Ballouneh
- Batha
- Bekaatat Achkout
- Bouar
- Chahtoul & Jouret Mehad
- Chnanir
- Daraya (Liban)
- Darooun Harissa
- Dlebta
- Faitroun
- Faraya
- Fatka
- Ghazir
- Ghebaleh
- Ghedrass
- Ghosta
- Ghyneh
- Hiyata
- Hosein
- Hrajel
- Jdeideh - Harharaya - Kattine
- Jeita (en)
- Jounieh
- Jouret el Termos
- Kfardebian
- Kfour
- Maaysra
- Mayrouba
- Qleiat
- Raachine
- Rayfoun
- Safra
- Sehaileh
- Tabarja - Adma - Dafne - Kfaryassine
- Wata el Jawz
- Yahchouch
- Zaaytre
- Zeytoun
- Zouk Mikael
- Zouk Mosbeh

### District du Koura
- Afsaddik
- Ain Ekrine
- Ajed Ibrine
- Amioun
- Anfeh
- Barsa
- Batroumine
- Bdebba
- Bishmizzine
- Bednayel
- Bkeftine
- Bsarma
- Bterram
- Btouratij
- Bziza
- Dar Beechtar
- Dar Chmezzine
- Deddeh
- Fih
- Kaftoun
- Kalhat
- Kefraya
- Kfaraakka
- Kfarhata
- Kfarhazir
- Kfarkahel
- Kfarsaroun
- Kousba
- Mejdel - Zakzouk - Wata Fares
- Metrite
- Nakhleh
- Rasmaska
- Rechdebbine

### District de Marjayoun
- Adayseh
- Adchit
- Bani Hayann
- Blatt
- Blida
- Debbine
- Deir Mimass
- Deir Syriane
- Ebel el Saky
- Houla
- Jdeidet Marjeeyoun
- Kabrikha
- Kantara
- Kfar Kila
- Khiam
- Klayaa
- Majdel Selem
- Markaba
- Meiss El Jabal
- Rab Thalathine
- Sawaneh
- Tallousseh
- Taybeh
- Wazzany

### District de Metn
- Ain el Safssaf - Mar Michael Bnabil
- Ain Saadeh - Beit Mery
- Antoura
- Antélias - Naqqach
- Ayroun
- Baabdat
- Baskinta
- Beit Chabab - Chaouiye & Konaytra
- Beit el Chaar & Hadirat
- Biakout
- Bikfaya - Mhaydseh
- Bourj Hammoud
- Broummana
- Bsalim - Mezher - Majzoub
- Bteghrine
- Choueir - Ain el Sendianeh
- Dahr el Sawan
- Dbaiyeh - Zouk al Khrab - Haret al Ballaneh - Aoukar
- Dekouané - Mar Roukouz - Daher al Hosein
- Dik El Mehdi
- Douar
- Fanar
- Ghabeh
- Ghabet Bologna - Wata el Mrouj
- Jal el Dib - Bkenneya
- Jdeideh - Bauchrieh - Sed el Bauchrieh
- Kaakour
- Kafarakab
- Kfartay
- Khenchara & Jouar
- Konnabat Broummana
- Kornet Chehwan - Ain Aar - Beit El Kekko - Hbous
- Majdel Tarchich
- Mansourieh - Mkalles - Daychounieh
- Mar Chaaya & Mzekke
- Mar-Moussa - Douar
- Marjaba
- Mazraat Yachoua
- Mrouj
- Mtein & Mchikha
- Nabay
- Ouyoun
- Rabieh
- Roumieh
- Sakiyat al Mesek - Bhersaf
- Sin el Fil
- Zalqa - Amaret Chalhoub
- Zaroun
- Zekrite

### District de Minieh-Denieh
- Asoun
- Bakhoun
- Beddawi - Wadi Nahleh
- Beit el Fokss
- Bekaasafrine
- Bhannine & Artousa
- Bkarsouna - Kattine
- Deir Ammar
- Deir Nbouh
- Karm el Moher
- Kfarchalane
- Kfarhabou
- Minieh
- Mrah Sraj
- Nemrine & Bkaouza
- Sfireh
- Sir
- Tarane

### District de Nabatieh
- Adchit
- Ain Kana
- Ansar
- Arabsalim
- Arnoun
- Breykaah
- Charkiyeh
- Choukine
- Deir el Zahrani
- Doueir
- Ebba
- Habbouch
- Harouf
- Houmin el Fawka
- Houmin el Tahta
- Jarjouh
- Jbaah - Ain Bouswar
- Jebchit
- Kaakaiyet el Jisr
- Kfarfila
- Kfarremane
- Kfarsir
- Kfartebnit
- Kfour
- Kossaybeh
- Mayfadoun
- Nabatieh el Fawka
- Nabatieh el Tahta
- Namiriyeh
- Roumine
- Sîrba
- Siney
- Sir el Gharbiyeh
- Yehmor el Chekif
- Zawtar el Charkiyeh
- Zawtar el Gharbiyeh
- Zebdine
- Zefta

### District de Rachaya
- Aaiha
- Ain Arab
- Ain Ata
- Ain Harcha
- Akabeh
- Ayta el Fekhar
- Bakifa
- Bakka
- Beit Lahya
- Bireh
- Daher el Ahmar
- Deir el Achayer
- Helwa
- Hoch
- Kawkaba
- Kfardaniss
- Kfarfouk
- Kfarmechki
- Kherbet Rouha
- Majdel Balhiss
- Mdoukha
- Mhaydseh
- Rachaya
- Rafid
- Tanoura
- Yanta

### District de Sidon
- Abra
- Adloun
- Adousieh
- Aïn el Delb
- Ankoun
- Bablieh
- Barty
- Bayssarieh
- Bkosta
- Bnaafoul
- Bramieh
- Dareb el Sim
- Erkay
- Ghazieh
- Ghessanieh
- Haret Saida
- Hlalyeh
- Insariat
- Irzay
- Kaakaiyat el Snaoubar
- Kawthariyet el Siyyad
- Kfarhatta
- Kfarmilke
- Khartoum
- Kharayeb
- Knarite
- Krayeh
- Loubieh
- Maghdouché
- Majdelyoun
- Meemarieh
- Merwanieh
- Mieh Mieh
- Najjarieh
- Sidon
- Saksakieh
- Salhieh
- Sarafand
- Tafahta
- Tanbourit
- Zeita
- Zrariyeh

### District de Tripoli
- El Mina
- Qalamoun
- Tripoli

### District de Tyr
- Aalma ech Chaab
- Aaytit
- Abbassieh
- Ain Baal
- Arzoun
- Baflaya
- Barich
- Batoulieh
- Bayyad
- Bazourieh
- Bedyass
- Borj el Chamali
- Borj Rahhal
- Bourghlieh
- Boustane
- Cana
- Chameh
- Chehabie
- Chehour
- Chihine
- Debaal
- Deir Amess
- Deir Qanoun - Ras el Ain
- Deir Qanoun Al Naher
- Derdghaya
- Halloussieh
- Hanawey
- Henniye
- Hmayri
- Jebbine
- Jwaya
- Kolayleh
- Maarake
- Maaroub
- Mahroune
- Majadel
- Majdalzoun
- Mansouri
- Marwahin
- Mazraat Mechref
- Naqoura
- Ramadiye
- Rechknanay
- Selha
- Siddikine
- Srifa
- Tayrdebba
- Tayrfelsay
- Tayrharfa
- Toura
- Tyr
- Yanouh
- Yarine
- Zebkine

### District de la Bekaa occidentale
- Ain el Tineh
- Ain Zebdeh
- Ammik
- Ana
- Aytanit
- Baaloul
- Bab Mareh
- Ghaza
- Hoch Harimeh
- Joub Jenin
- Kamid el-Loz
- Qaraoun
- Kefraya
- Kelya
- Kherbet Kanafar
- Lala
- Lebbaya
- Machghara
- Manara
- Mansoura
- Marej
- Maydoun
- Saghbine
- Sohmor
- Souairy
- Sultan Yaakoub
- Yehmor

### District de Zahlé
- Ablah
- Ain Kfarzabad
- Ali el Nahri
- Bar Elias
- Bouarej
- Chtoura
- Deir el Ghazal
- Ferzol
- Hay el Fikany
- Hezerta
- Hoch Moussa - Anjar
- Jdita
- Kaah el Rim
- Kab Elias - Wadi el Deloum
- Kfarzabad
- Kousaya
- Majdel Anjar
- Massa
- Mekssi
- Mrayjat
- Nabi Ayla
- Niha Bekaa
- Rayak - Hoch Hala
- Rhit
- Saadnayel
- Taalabaya
- Taanayel
- Terbol
- Zahlé - Maalaka

### District de Zghorta
- Achache
- Aintourine
- Alma
- Arabet Kozhaya
- Ardeh
- Arjess
- Ayto
- Basloukit
- Bheyra
- Bnachee
- Daraya - Bechnine
- Haret el Fouar
- Iaal
- Karem Saddeh
- Kfard Lakouss
- Kfarfou
- Kfarhata
- Kfarsghab - El Mareh
- Kfaryachit - Besebhel
- Kfarzayna
- Korah Bach
- Mazraat el Teffah
- Mejdlaya
- Mezyara - Haref - Hmayss - Sakhra
- Miryata - Kadrieh
- Rachiine
- Raskifa
- Sebhel
- Serhel
- Toula - Aslout
- Zghorta - Ehden